# Пасивни имунитет
Пасивни имунитет, привремени имунитет је пренос хуморалног имунитета у виду готових антитела која су производ једне особе или животиње на другу. Пасивни имунитет пружа привремену заштиту примаоца антитела против неких инфекција, и зато за разлику од активног имунитета он представља привремени облик заштите организма. Пренесена антитела ће се у одређеном периоду од неколико недеље до неколико месеци (3—6), деградирати, а прималац антитела више неће бити заштићен.

## Историја примене
Пјер Пол Емил Ру и Александар Јерсин су  1888. године  показали да су клинички ефекти дифтерије узроковани токсином дифтерије. Док је открића антитоксина заснованог на имунитету који се може створити код дифтерије и тетанус од стране Емила фон Беринга и Китасато Шибасабуроа 1890. године, био први велики успех у борби против дифтерије и прво откриће савремене терапијске имунологије.  Шибасабуро и фон Беринг су имунизирали заморце крвним производима животиња које су се опоравиле од дифтерије и схватили да се истим процесом топлотног третмана крвних производа других животиња могу лечити људи од дифтерије.  
Године 1896, увођење антитоксина против дифтерије објављено је као „најважнији напредак 19. века у лечењу акутних заразних болести “.
Пре појаве вакцина и антибиотика, специфични антитоксин је често био једини третман за инфекције као што су дифтерија и тетанус.   
Потом је имуноглобулинска терапија  наставила да буде терапија прве линије у лечењу тешких респираторних болести све до 1930-их, а и нешто касније и након увођења сулфонамида.
Терапија антителима 1890. године, почела је да се користи за лечење тетануса, тако што је серум имунизованих коња убризгаван пацијентима са тешким тетанусом у покушају да се неутралише тетанусни токсин и спречи ширење болести. Од 1960-их, људски имуноглобулин против тетануса (ТИГ) почео је да се користи у Сједињеним Америчким Државама код 
неимунизованих, вакцинисаних или непотпуно имунизованих пацијената који су задобили ране у у којима се могао развојати тетануса.
Давање антитоксина коња остаје једини специфични фармаколошки третман који је доступан у терапији ботулизма. Дој се антитоксин, такође познат као хетерологни хиперимуни серум, такође често профилактички примењује код особа за које се зна да су прогутале контаминирану храну.
Терапија антителима је такође коришћена за лечење вирусних инфекција. 
Године 1945., инфекције хепатитисом А, које су се у виду епидемије јављале  у летњим камповима, успешно су спречене лечењем имуноглобулина. Слично томе, утврђено је да имуноглобулин хепатитиса Б (ХБИГ) ефикасно спречава инфекцију хепатитисом Б. Профилакса хепатитиса А и Б антителима је у великој мери замењена увођењем вакцина; међутим, и даље је индикована након излагања вирусу и пре путовања у подручја са ендемском инфекцијом.
Хумана вакцина имуноглобулина (ВИГ)  1953. године коришћена је за спречавање ширења малих богиња током избијања у Мадрасу, Индија , а наставља да се користи за лечење компликација које су настајале након пријема вакцине против малих богиња. Иако се превенцију морбила генерално спрооводи вакцинацијом, она се често третира као имунопрофилактичка након излагања овој болести.   
Превенција инфекције беснилом и даље захтева употребу вакцина и третмана имуноглобулинима.
Током избијања вируса еболе 1995. године у Демократској Републици Конго, пуна крв пацијената који су се опоравили и која је садржавала антитела на еболу коришћена је за лечење осам пацијената, пошто није било делотворних средстава за превенцију (све до недавно када је откривено лечење еболе 2013. године током епидемија у Африци). Само један од осам заражених пацијената је умрло, у поређењу са типичним морталитетом од 80% за еболу, што сугерише да третман антителима може допринети преживљавању.  
Имуноглобулин или имунолошки глобулин се користи и за спречавање и лечење реактивације вируса херпес симплекса (ХСВ), вируса варичела зостер, Еппштајн-Бар вируса (ЕБВ) и цитомегаловируса (ЦМВ).

## Облици
Најчешћи облик пасивног (привременог) имунитета је онај у коме дете (младунче) добија од своје мајке, било да се ради о људима или другим сисарима. Антитела се из организма мајке преносе на плод преко постељице током задњих 1-2 месеца трудноће. Као резултат тога, дете (младунче) ће пре рођења у свом телу имати иста антитела као и његова мајка. Ова антитела омогућавају заштиту новорођенчета (младунчета) од одређених болести (и до годину дана), док оно не развије сопствени имунски систем.
Пасивни имунитет може бити и вештачки изазван имунитет, када се висок ниво људских (или животињских), антитела специфичних за одређене патогена или токсине вештачки пренесу на особе које нису на њих имуне. Пасивна имунизација се користи када постоји велики ризик од инфекција а расположиво време није довољно да тело да развије свој сопствени имуни одговор, или да смањи симптоме у току имуносупресивних болести. Пасивна заштита од неких болести је квалитетнија (нпр., малих богиња, рубеоле, тетануса) од других (нпр., дечје парализе, великог кашља).

### Природно стечен пасивни имунитет
Мајчински пасивни имунитет је врста природно стеченог пасивног имунитета, и односи се на антитела -која су пренела имунитет фетусу са његове мајке у току трудноће. Мајчинска антитела (MatAb) пролазе кроз постељицу у плод преко неонаталних FcRn рецептора на ћелијама постељице. Ово се дешава око трећег месеца трудноће. Имуноглобулин G је истотипно антитело које може проћи кроз постељицу.
| „ | IgG (имуноглобулин G) је гама-глобулинска фракција серумских протеина и главно антитело које се јавља у секундарном имуномском одговору. Има важну улогу у одбрани организма од бактерија и вируса. Од свих класа антитела, оно једино пролази кроз постељицу и зато је најзаступљенија од свих класа Ig антитела код новорођенчади. IgG се састоји од једне L2H2 јединице. Постоје четири поткласе IgG antitela: IgG1, IgG2, IgG3, и IgG4. Оне се међусобно разликују у неким деловима H ланаца, у броју и размештају дисулфидних мостова. IgG1 је најзаступљенији од свих антитела класе G (око65%). IgG2 се продукују као одговор на присуство полисахаридних антигена. | ” |

Имунизација новорођенчета је често потребна убрзо након рођења да спречи болести као што су туберкулоза, хепатитис Б, дечја парализа и велики кашаљ. Међутим, антитела мајке могу да инхибирају индукцију имунског одговора заштитне вакцине током прве године живота. Овај ефекат се обично превазилази секундарним одговором на бустер имунизацију.
Пасивна имунитета се такође може обезбедити трансфером IgA антитела која се налазе у мајчином млеку и која се преносе кроз црева новорођенчади, штитећи од бактеријске инфекције новорођенче, све док оно не синтетише сопствена антитела.

### Вештачки пасивно стечен имунитет
Вештачки пасивно стечен имунитет је; краткорочна имунизација организма преносом антитела, која се спроводити применом једног од следећих облика;
- преносом људске или животињске крвне плазме или серума,
- преносом обједињених хуманих имуноглобулина за интравенску (IVIG) или интрамускуларну (IG) употребу,
- преносом високог титра људских (IVIG) или (IG) из тела вакцинисаних или од донатора претходно опорављених особа од болести,
- преносом моноклонских антитела (MAb).

Пасиван пренос се користи у профилактичке сврхе, код болести имунодефицијенције, као што је хипогамаглобулинемија. Она се такође користи у лечењу више врста акутних инфекција, која су праћена интоксикацијом. Имунитет који потиче од пасивне имунизације траје кратак временски период. Код овог облика имунизације постоји и потенцијални ризик за појаву реакције преосетљивости (анафилактички шок), и серумске болести, посебно применом гама глобулина нехуманог порекла.Како пасивне имунитет пружа тренутну заштиту, тело не развија трајни имунитете, па је такав пацијент у ризику од заражавања истим патогеном због која је примио ту заштиту у каснијем периоду.

## Извори антитела
Многе врсте продуката крви садрже антитела. Неки хемотерапеутски производи (нпр. опрана или реконституисана црвена крвна зрнца) садрже релативно мале количине антитела, а неки (нпр. интравенски имуноглобулини и плазма производи) садрже велику количину антитела.
Осим крвних производа који се примењују у трансфузији (нпр. цела крв, црвена крвна зрнца и тромбоцити), постоје и три главна извора антитела која се користе у хуманој медицини. То су Хомологна заједничка хумана антитела, Хомологни хумани хиперимуни глобулини, Хетерологни хиперимуни серуми.
Хомологна заједничка хумана (људска) антитела
Ова антитела, позната и као имуноглобулин (према међународној конвенцији обележавају се са Ig). Производе се комбиновањем (заједничких) IgG антитела од делова више хиљада одраслих донора. Како потичу од много различитих донора, она садрже антитела за многе различите антигене. Првенствено се користе за профилаксу особа после њиховог излагања хепатитису и богињама и лечење појединих конгениталних недостатака имуноглобулина.
Хомологни хумани хиперимуни глобулини
Ова антитела карактеришу се по томе што садрже висок титар специфичних антитела. Ови продукти су произведени из плазме, хуманих донора крви са високим нивоом тражених антитела. Међутим, како су хиперимуни глобулини из људског организма, они поред специфичних садрже и друга антитела у мањој количини. Хиперимуни глобулин се користе за профилаксу особа после њиховог излагања већем броју болести, укључујући и хепатитис Б, беснило, тетанус и варичелу.
Хетерологни хиперимуни серуми
Ова антитела која су позната и као противотрови или серуми који се производе у телу животиња, најчешће коња (equine), и садрже антитела против само једног антигена. У Сједињеним Државама и другим земљама користи се антитоксини за лечење ботулизма и дифтерије. Проблем код ових производа је тај што они изазивају серумску болест, или имуну реакцију на протеине коња.
Моноклонска антитела (имуноглобулини људског порекла)
Ова антитела су поликлонски имуноглобулини, који садрже много различитих врста антитела. Током 1970-их, развијена је техника за њихово изоловање из Б ћелија, што је довело до развоја производње моноклонских антитела. Моноклонска антитела се производе од једног клона Б ћелија, тако да ови производи садрже антитела на само за један антиген већ и за блиско сродну групу антигена. Производи моноклонских антитела имају многобројну примену, укључујући и дијагнозу одређених врста тумора (дебелог црева, простате, јајника, дојке), лечење тумора (Б-ћелијске хроничне лимфоцитне леукемије, нехочкинов лимфом...), спречавање одбацивања трансплантата и лечење аутоимуних болести (Кронова болест, реуматоидни артритис) и неких инфективних болести.
Моноклонска антитела се користе за спречавање респираторне инфекције изазване специфичним синцицијалним вирусом (енгл. respiratory syncytial virus (RSV)). Овај производ се зове паливизумаб, (palivizumab-Synagis). Паливизумаб су хумана моноклонска антитела специфична за (RSV). Она не садрже никаква друга антитела осим (RSV) антитела, па се неће мешати у одговоре вакцина са живим вирусима.

## Лиценцирани имуноглобулини
Следећи имуноглобулини који се тренутно користи за профилаксу и имунотерапију неких инфективних болести у Сједињеним Државама и другим земљама света.
Препарати одобрени за пасивну имунизацију и имунотерапију од стране америчке ФДА
| БОЛЕСТ                                                                             | ПРОИЗВОД             | ИЗВОР        | ИНДИКАЦИЈЕ |
| ---------------------------------------------------------------------------------- | -------------------- | ------------ | --- |
| Ботулизам                                                                          | Специфични коњски Ig | Коњ          | Лечење - Рана и храном изазваног облика ботулизма, дечји ботулизам се третира хуманим ботулинским имуноглобулином (BabyBIG).         |
| Цитомегаловирус                                                                    | Хипер-имуни IV Ig    | Хумани       | Профилакса - користи се најчешће код пацијената са трансплантацијом бубрега.                                                         |
| Дифтерија                                                                          | Специфични коњски Ig | Коњ          | Лечење - дифтеријске инфекције. |
| Хепатитис, морбили                                                                 | Удружених хумани Ig  | Хумани серум | Профилакса - Инфекције хепатитисом и морбилима, лечење урођене или стечене имунодефицијенције                                        |
| Идијопатска тромбоцитопенијска пурпура, Кавасакијева болест, Ig имунодефицијенција | Удружених хумани Ig  | Хумани серум | Лечење - Идијопатске тромбоцитопенијске пурпуре и Кавасаки синдрома. Превенција/лечење опортунистичких инфекција са IgG недостатком. |
| Беснило                                                                            | Рабијес Ig           | Хумани       | Профилакса - Након излагања инфекцији (примењује се заједно са вакцином против беснила).                                             |
| Тетанус                                                                            | Тетанус Ig           | Хумани       | Лечење- Инфекције тетанусом. |
| Кравље богиње /Вакцинија                                                           | Вакцинија Ig         | Хумани       | Лечење |
| Хепатитис Б                                                                        | Хепатитис Б Ig       | Хумани       | Профилакса - Након експозиције, код беба изложених високом ризику (примењује се са вакцином против хепатитис Б).                     |
| Варичела                                                                           | Варичела-зостер Ig   | Хумани       | Профилакса - Након излагања варичели особа са високим ризиком.                                                                       |